# De Wilhelmus
Ne doit pas être confondu avec Wilhelmus van Nassouwe.
De Wilhelmus (luxembourgeois signifiant : « Le Guillaume ») est l'hymne du Grand-duc de Luxembourg. Il est joué à l'entrée et la sortie des membres de la famille Grand-Ducale lors de cérémonies officielles et fait partie des usages protocolaires de la Cour. Il est à différencier de l'hymne national du Luxembourg, intitulé Ons Heemecht.
Le chant a la même origine et porte le même nom que l'hymne national des Pays-Bas, Het Wilhelmus qui fait référence à Guillaume Ier d'Orange-Nassau, le premier Stathouder des Provinces-Unies, meneur de l'insurrection contre Philippe II à l'époque des Pays-Bas espagnols. « Wilhelm », en allemand, étant la traduction germanique du prénom Guillaume en français.
Son adoption au Grand-duché provient de la période de l'histoire du Luxembourg allant de 1815 à 1890, lors de laquelle les trois premiers grand-ducs, d'origine allemande (maison d'Orange-Nassau), étaient également rois des Pays-Bas et que le Grand-duché de Luxembourg leur appartenait à titre privé, formant une union personnelle avec le Royaume uni des Pays-Bas.
La nouvelle version du Wilhelmus, qui donna le Wilhelmus luxembourgeois actuel, inspira notamment Wolfgang Amadeus Mozart pour la création de son œuvre Sept variations sur «Willem van Nassau» en 1766.

## Histoire

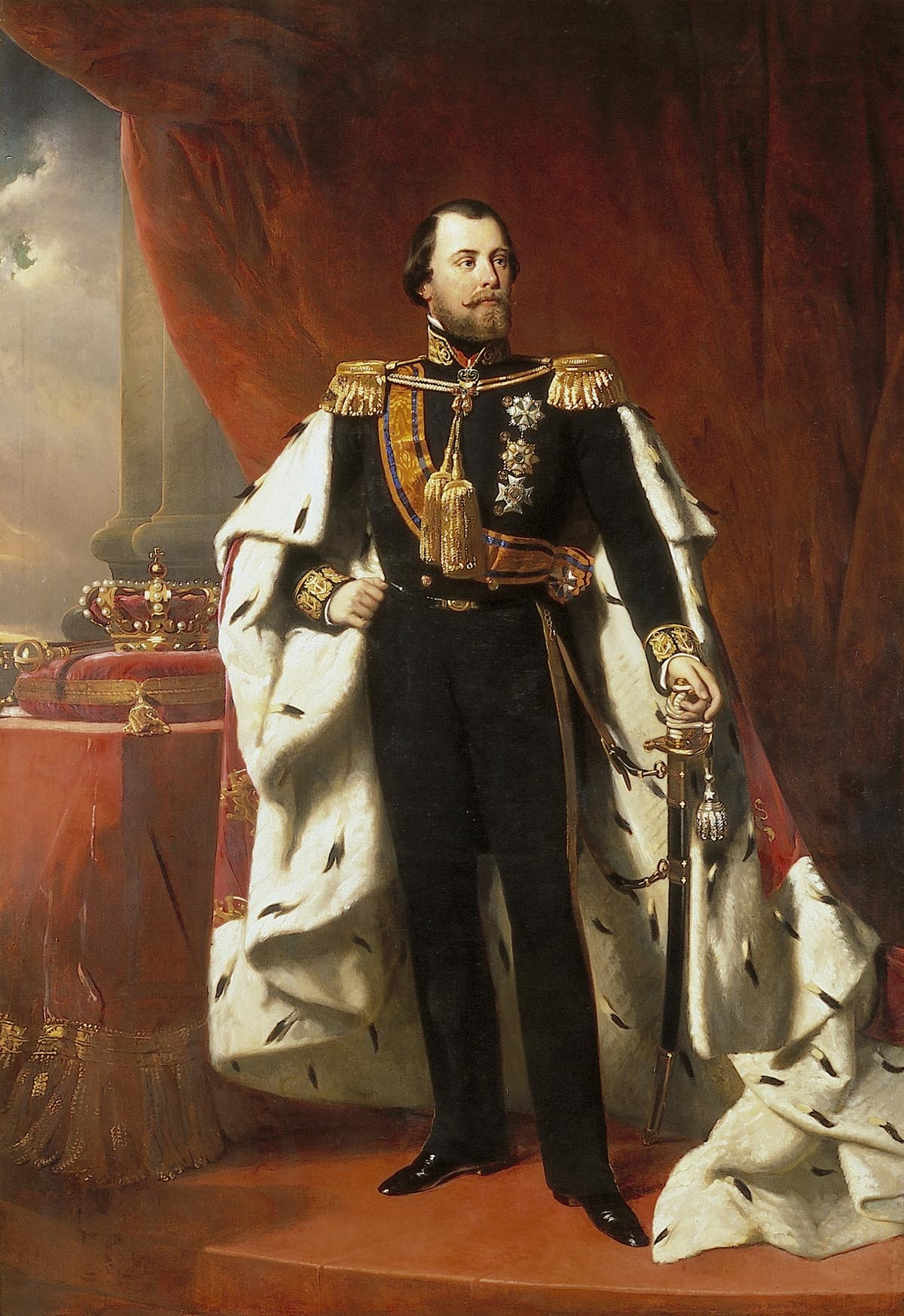
Guillaume III (roi des Pays-Bas) fut le dernier Grand-duc de Luxembourg à être également roi des Pays-Bas. Sa mort en 1890 met fin à l'union personnelle entre le Grand-duché de Luxembourg et les Pays-Bas et consacre de facto l'indépendance du Luxembourg en tant que pays.

### Origines

#### Première version
Les premières traces écrites se trouvent en 1574, à l'époque des Pays-Bas espagnols et des guerres de religion. Il s'agit d'une chanson en néerlandais intitulée Een Liedeken op de wijse van Condé (Une petite chanson à la manière de Condé, en référence à Henri Ier de Bourbon-Condé, protecteur des protestants du royaume de France appelés les Huguenots, que la persécution mène à migrer hors des frontières), qui rend hommage à Guillaume Ier d'Orange-Nassau. Ce dernier est considéré comme le « Père de la Patrie » par les néerlandais, car il fut le meneur de la révolte contre la monarchie espagnole catholique, dont la république des Provinces-Unies se détache en 1580, lors de la guerre de Quatre-Vingts Ans. C'est cette chanson qui est à l'origine du Wilhelmus néerlandais (s'orthographiant avec la préposition « het », dans la langue de Vondel), qui est aujourd'hui l'hymne national des Pays-Bas.

#### Nouvelle version
Le Wilhelmus luxembourgeois, quant à lui, repose sur une variante dont la référence est mentionnée pour la première fois en 1709, laquelle est désignée, toujours en néerlandais, comme la « nieuwe wijs » (« nouvelle version ») ou « het moderne Wilhelmus » (« le Wilhelmus moderne »). Elle n’a été redécouverte et liée au Wilhelmus luxembourgeois qu’en 1921 par le musicologue néerlandais Friedrich Kossmann (nl). Elle s'inspire d’une sonnerie de trompette ou d’une fanfare de cavalerie dont il n'y a pas de trace écrite avant le XVIe siècle mais dont la mélodie se retrouve dans l'« Oude Geuzenlied » (La vieille chanson des Gueux), imprimée en 1581.
En 1766, Wolfgang Amadeus Mozart alors âgé de dix ans, est en voyage à La Haye et se base sur la « nieuwe wijs » pour composer son œuvre Sept variations sur «Willem van Nassau», en hommage au nouveau Stathouder des Provinces-Unies, Guillaume V d'Orange-Nassau, qui succède à sa sœur, la princesse régente Caroline qui fournit à Wolfgang le thème des sept variations.

### Adoption comme hymne du Grand-duc
Après la période française de l'histoire du Luxembourg, l'ancien duché est élevé au titre de « Grand-duché de Luxembourg » par le Congrès de Vienne en 1815 et octroyé à titre personnel et héréditaire à la maison d'Orange-Nassau. Le premier grand-duc de Luxembourg est alors Guillaume Ier (Wëllem I en luxembourgeois ou Willem I en néerlandais) et est également le premier souverain du Royaume uni des Pays-Bas, menant les deux territoires à une union personnelle. Celle-ci prend fin en 1890 avec la mort de Guillaume III, le troisième grand-duc de Luxembourg et dernier à porter les deux titres, avec celui de roi des Pays-Bas, consacrant de facto l'indépendance du Luxembourg. En 1883, à l'occasion de la visite à Luxembourg-ville de Guillaume III et de son épouse la reine Emma, Philippe Manternach (lb) se base sur la mélodie de la nouvelle version (« nieuwe wijs ») du Wilhelmus pour composer sa marche « Vive le Roi! Vive la Reine! ». Lors de l'intronisation du grand-duc Adolphe, premier souverain du Luxembourg indépendant de la monarchie néerlandaise, les deux hymnes sont joués conjointement : l'hymne national, Ons Heemecht, ainsi que l'hymne du Grand-duc, De Wilhelmus.

## Paroles
Alors que l'hymne national luxembourgeois, Ons Heemecht, est adopté en 1895, sur base de paroles écrites par Michel Lentz en 1859, le premier texte sur le Wilhelmus est publié Willy Goergen (lb) en 1915, pour célébrer le centenaire de la création du Grand-duché, puis remanié en 1939, mais ne parviendra pas à s’imposer. Il écrit : « Wilhelmuslid mam stolze feierklank. Sang onst gléck an oiuen hêrzensdank! ».
Les paroles actuelles en luxembourgeois sont composées par Nicolas Welter en 1919, soit pendant la période de l'abdication de la grande-duchesse Marie-Adélaïde après la période de l'occupation allemande du Luxembourg pendant la Première Guerre mondiale. Il est chanté pour la première fois par le chœur « Maîtrise de la Cathédrale de Luxembourg » pendant le Te Deum à l’occasion de l’anniversaire de la Grand-Duchesse Charlotte, le 23 janvier 1920.

### Premières paroles
Les premières paroles écrites en 1919 par Nicolas Welter à l'occasion du mariage de la grande-duchesse Charlotte avec Félix de Bourbon-Parme, sont rarement chantées[réf. nécessaire] et ont été modifiées à plusieurs reprises au cours du temps. Elles se composaient de cinq strophes. Il est à noter qu'à l'inverse de la version actuelle, l'orthographe utilisée est désormais désuète depuis la codification récente de la langue.
| Premières paroles |
| --- |
| I Nun as verbei de Stûrm, d'No't ass aus, d'Mënschhet trëtt erle'st an d'Lîcht eraus; Nun as verbei de Stûrm, d'No't ass aus, Letzebuerg bleift Her am êgnen Haus. Den Himmel huet no lânger Nuecht d'neit Fre'jor bruecht a rëscht all Dir mat grenger Friddensstrauß. Lo stêt we' ni so' fr'o, Hand an Hand Gro'ß a Kleng am Letzebuerger Land.                                          |
| II Zwê Kinnekskanner, de' trei sech le'f, ko'men ausenâner weit an de'f; Zwê Kinnekskanner, de' trei sech le'f, hunn och stëll gebiet datt Fridde ge'f: Haut weisen si der ganzer Welt en engem Feld d'Goldlilje mat dem ro'de Kro'nele'w; Haut dron s'a jongem Glëck Hand an Hand d'Hoffnonk vun dem Letzeburger Land.                                                                    |
| III D'Wilhelmusweis voll Mutt, Krâft a Schwonk fle'ßt durch d'Blutt ons we' e Feierdronk: d'Wilhelmusweis voll Mutt, Krâft a Schwonk mëcht âl Hierzer an âl Zeite jonk. An op de Fielzen un der Our de weißen Tur hieft himmelhe'ch eng sche'n Erënneronk. Haut dre't e stolzt Geschlecht Hand an Hand Nuem a Le'ft vum Letzeburger Land.                                                  |
| IV Mir hunn a schwe'rer Zeit Trei bekannt, t'gong fir d'Freihét an et gong fir d'Land; mir hunn a schwe'rer Zeit Trei bekannt, d'E'er agesat zum Ennerpand. A wann eng nei Gefôr en drêt, mir si berêt, mir halen nês mat Hierz a Wëlle stand; Da stêt rem fro' a stolz Hand an Hand Gro'ß a Kleng am Letzeburger Land.                                                                    |
| V So' werden s'ëmmerzo' êneg gôn, Fürst a Vollek Frêd we' Lêd mat drôn; So' werden s'ëmmerzo' êneg gôn, Ganz hir Pflicht ge'nt sech an d'Hémecht dôn; E starke Stâm an aler Erd, an duebel wert mat freier Kro'n voll Saft a Sonn ze stôn. O Herrgott, lêt du trei Hand an Hand d'Kanner vun dem Letzeburger Land! Aus all Gefore lêt glëcklech durch Blutt a Gêscht vum freie Letzebuerg! |

### Paroles actuelles

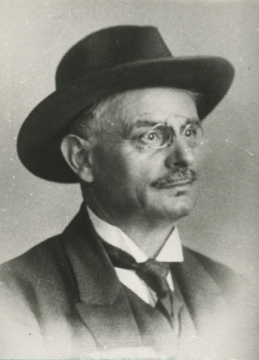
Nicolas Welter, l'auteur des paroles officielles en luxembourgeois.

La version communément chantée actuellement omet les première et troisième strophes du texte initial par coutume, car elles évoquent différentes périodes troubles de l'histoire du Luxembourg.
| Paroles actuelles en luxembourgeois | Traduction en français |
| --- | --- |
| I Zwee Kinnékskanner, déi trei sech léif, koumen ausenaaner, wäit an déif. Zwee Kinnékskanner, déi trei sech léif, hu gebaangt, op d'Gléck nach bléie géif. Haut weisen si der ganzer Welt an engem Feld d'Goldlilie mat dem roude Krouneléif. Haut steet ëm si voll Freed, Hand an Hand, d'Vollék vun dem Lëtzebuerger Land.                            | I Deux enfants royaux fidèles l'un à l'autre ont été séparés loin et profondément. Deux enfants royaux fidèles l'un à l'autre espérant que le bonheur fleurirait encore. Ils montrent aujourd'hui au monde entier, dans un seul champ les lys dorées avec Lion Rouge couronné. Aujourd'hui, il est plein de joie, main dans la main, Le peuple du Luxembourg.                                                                      |
| II Nun as verbäi de Stuurm, d'Nout as aus, d'Menschheet trëtt erléist an d'Liicht eraus. Nun as verbäi de Stuurm, d'Nout as aus: Lëtzebuerg bleift Här am eegnen Haus. Den Himmel huet no laanger Nuecht d'neit Freijor bruecht a rëscht all Dir mat grénger Friddensstrauss. Lo steet erem sou frou, Hand an Hand, Grouss a Kleng am Lëtzebuerger Land. | II Maintenant, la tempête est terminée, la misère a disparu, L'humanité tout entière déambule librement dans la lumière. Maintenant, la tempête est terminée, la misère a disparu, Le Luxembourg est le seul maître chez lui. Après une longue nuit, le ciel nous a apporté une nouveau printemps et vous offre le bouquet vert de la paix. Tenons-nous à présent heureux, main dans la main, Grands et petits dans le Luxembourg. |
| III Mir hun a schwéirer Zäit Trei bekannt, 't gong fir d'Fräiheet an et gong fir d'Land. Mir hun a schwéirer Zäit Trei bekannt, d'Éier agesat zum Ënnerpand. A wann eng nei Gefor en dreet, mir si bereet, mir haale nees mat Häärz a Wëlle stand. Da steet rem staark a stolz, Hand an Hand, d'Vollék vun dem Lëtzebuerger Land.                        | III Nous avons connu la fidélité dans les moments difficiles, on se tenait debout pour la liberté et pour le pays. Nous avons connu la fidélité dans les moments difficiles, et en avons fait le serment sur l'honneur. Et quand un nouveau danger menace, nous sommes prêts, Nous nous tenons à nouveau avec notre cœur et notre volonté. Il est là, fort et fier, main dans la main, Le peuple du Luxembourg.                    |
| IV Sou wäärd et ëmmerzou eneg ston, voll Vertraue Gléck an Ongléck dron. Sou wäärd et ëmmerzou eneg ston, frou seng Flicht géint Troun an Hemecht don. E staarke Stamm an aler Äärd an duebel wäärt, mat fräier Kroun voll Saaft a Sonn ze ston. O Härgott, schiirm a leet, Hand an Hand, d'Vollék vun dem Lëtzebuerger Land!                            | IV Il y aura donc toujours une pierre pleine de confiance dans le bonheur et le malheur. Il y aura donc toujours une pierre heureux de son devoir de trône et de foyer. Une tige solide en terre ancienne et double valeur, avec une couronne libre pleine de sève et de soleil. Ô Seigneur, protège et guide, main dans la main, Le peuple du Luxembourg!                                                                         |

### Analyse
La première strophe de la version actuelle, commençant par la phrase « Zwee Kinnekskanner, dei trei séch léif » possède des origines sujettes à discussion. Elle peut évoquer la chanson populaire allemande Es waren zwei Königskinder (de), dont la mélodie est toutefois différente. Créée à l'occasion du mariage de la grande-duchesse Charlotte avec Félix de Bourbon-Parme, elle fait clairement référence à la fleur de lys que l'on retrouve au centre des armoiries de la Maison de Bourbon-Parme ainsi qu'au Roude Léiw (en) (le « Lion Rouge » luxembourgeois), l'un des emblèmes du pays que l'on retrouve sur les armoiries grand-ducales.
La deuxième strophe parle de la « tempête terminée et de la misère disparue » (Nun as verbäi de Stuurm, d'Nout as aus), en évoquant clairement l'occupation allemande du Luxembourg pendant la Première Guerre mondiale et les désastres de cette dernière pour le pays et la population. La phrase mentionnant que le Luxembourg est à présent maître chez lui (Lëtzebuerg bleift Här am eegnen Haus) peut faire référence à la question luxembourgeoise, qui semble alors résolue avec l'affirmation de l'indépendance du Luxembourg et la fin des prétentions étrangères sur le territoire national.
Dans la troisième strophe on peut deviner une référence à la crise menant à l'abdication de la grande-duchesse Marie-Adélaïde ainsi qu'au référendum luxembourgeois de 1919, lors duquel la famille grand-ducale luxembourgeoise a été confirmée dans sa légitimité par le peuple. Par exemple dans la phrase Mir hun a schwéirer Zäit Trei bekannt, d'Éier agesat zum Ënnerpand.

## Caractéristiques
- Le musicologue luxembourgeois Paul Ulveling (lb) compare l’incipit du Wilhelmus, avec celui de l'hymne national de la France, La Marseillaise. Il le qualifie d’« échelle tritonique », relevant que le début des deux hymnes est caractérisé par des tempos et des tons identiques.

## Utilisation

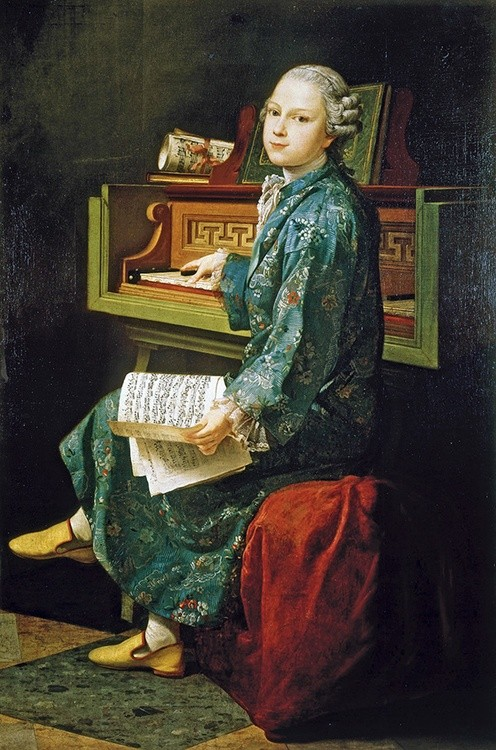
En 1766, Wolfgang Amadeus Mozart s'inspire de la nouvelle version du Wilhelmus (duquel l'actuelle version luxembourgeoise tient son origine) pour composer son œuvre Sept variations sur «Willem van Nassau», alors qu'il n'a que dix ans.

- En 1766, à l'occasion d'un voyage à La Haye et à Amsterdam, Wolfgang Amadeus Mozart entend le Wilhelmus dans sa nouvelle version, dite « nieuwe wijs » (soit l'actuelle mélodie du Wilhelmus luxembourgeois et non néerlandais), et s'en inspire pour la composition de son œuvre Sept variations sur «Willem van Nassau», alors qu'il n'a que dix ans. Le personnage de Willem Van Nassau auquel Mozart fait référence est, à cette époque, Guillaume V d'Orange-Nassau qui vient précisément d'être intronisé comme nouveau Stathouder des Provinces-Unies, succédant à sa sœur, la princesse Caroline, qui assurait la régence et qui donna à Wolfgang le thème des futures sept variations.